# Pantenburg
Pantenburg (Lautschrift in Eifeler Mundart: Pahntebuasch) ist eine Ortsgemeinde im Landkreis Bernkastel-Wittlich in Rheinland-Pfalz. Sie gehört der Verbandsgemeinde Wittlich-Land an.

## Geographie
Das Dorf liegt in der Eifel. Im Westen befindet sich Manderscheid, im Osten Wallscheid. Durch den nördlich gelegenen Weiler Buchholz verläuft die Gemarkungsgrenze von Pantenburg und Eckfeld.
Zu Pantenburg gehören die Wohnplätze Bahnhof Pantenburg und Buchholz (ehemaliges Kloster).

## Geschichte
Ab 1794 stand Pantenburg unter französischer Herrschaft, 1815 wurde der Ort auf dem Wiener Kongress dem Königreich Preußen zugeordnet. Seit 1946 ist er Teil des damals neu gebildeten Landes Rheinland-Pfalz.

## Politik

### Gemeinderat
Der Gemeinderat in Pantenburg besteht aus sechs Ratsmitgliedern, die bei der Kommunalwahl am 9. Juni 2024 in einer Mehrheitswahl gewählt wurden, und dem ehrenamtlichen Ortsbürgermeister als Vorsitzendem.

### Bürgermeister
Martin Koller wurde am 3. Juli 2024 Ortsbürgermeister von Pantenburg. Da bei der Direktwahl am 9. Juni 2024 kein Wahlvorschlag eingereicht wurde, oblag die Neuwahl des Bürgermeisters dem Rat.
Kollers Vorgänger Gerhard Lamberty hatte das Amt 2004 von Willi Koller übernommen und war zur Wahl 2024 nicht erneut angetreten.

## Wirtschaft und Infrastruktur
Bei Pantenburg lag bis zur Stilllegung der Bahnstrecke Wittlich–Daun (Maare-Mosel-Bahn) der Bahnhof Manderscheid-Pantenburg. Durch Pantenburg führt der Maare-Mosel-Radweg. Ein großer Autoparkplatz ermöglicht den Start von dort. Im Osten verläuft die Bundesautobahn 1.